# Holbeinstraße (Frankfurt am Main)
Die Holbeinstraße ist eine Straße in Frankfurt am Main. Sie liegt im Stadtteil Sachsenhausen und verläuft auf einer Länge von über 800 Metern in südöstlicher Richtung zwischen dem Schaumainkai am Mainufer im Norden und der Unterführung unter der Bahnstrecke Hanau–Frankfurt im Südosten, an Nell-Breuning- und Hedderichstraße. An ihrem nördlichen Ende, am Städel, befindet sich als Fortführung für Fußgänger und Radfahrer der südliche Brückenkopf des Holbeinstegs, eine Personenbrücke über den Main. Die Straße ist benannt nach den Malern Hans Holbein der Ältere (1465–1524) und Hans Holbein der Jüngere (1497–1543).

## Verlauf

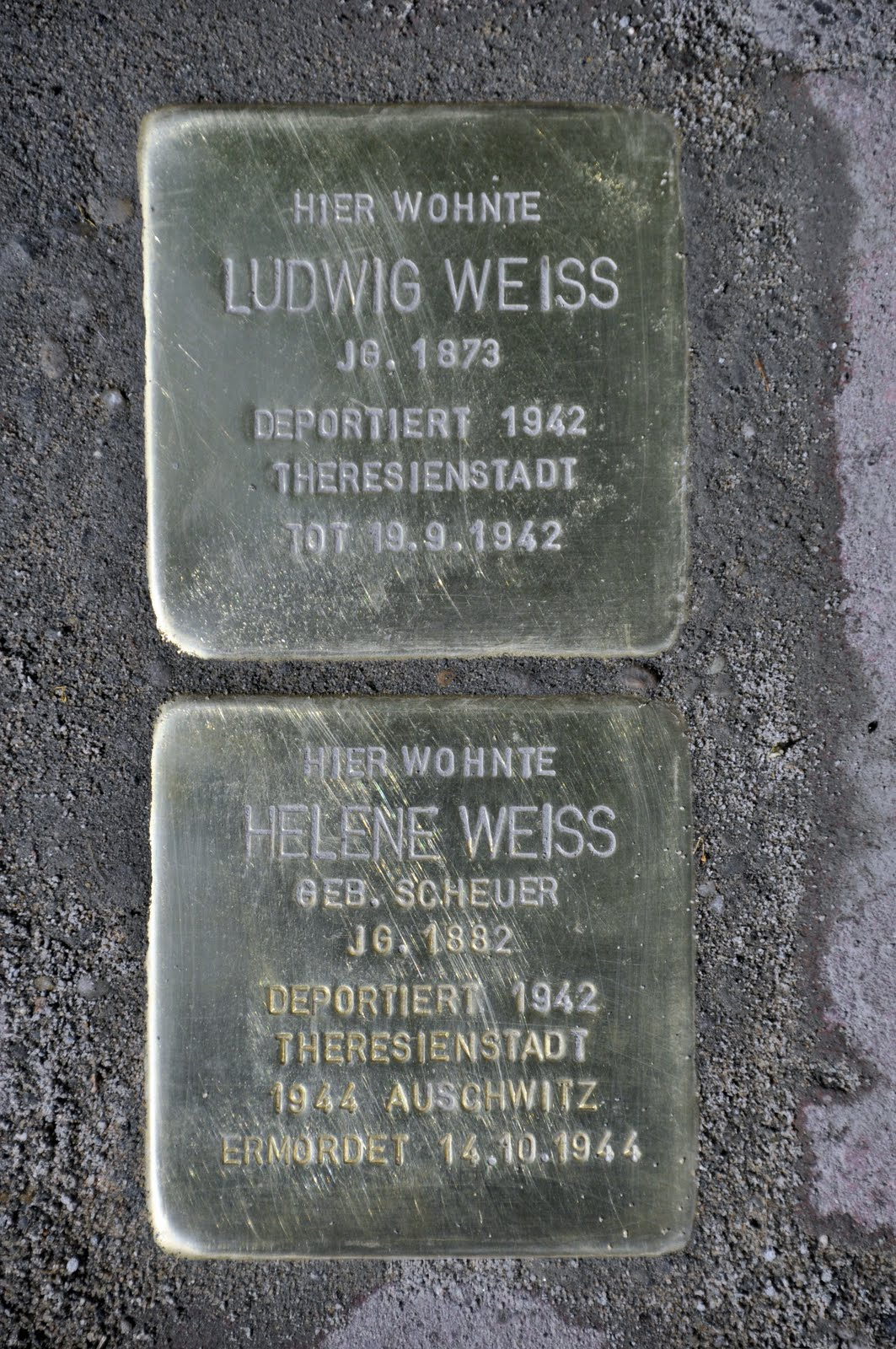
Stolpersteine für Helene und Ludwig Weiss in der Holbeinstraße 40

Am Beginn der Holbeinstraße am Schaumainkai befinden sich das 1878 eröffnete Städelsche Kunstinstitut mit dem Städelgarten und die Staatliche Hochschule für Bildende Künste – Städelschule. Auf der gegenüberliegenden Seite liegt das Bootshaus der Frankfurter Rudergesellschaft Germania 1869 mit klassizistischer Fassade, daneben mehrere denkmalgeschützte historistische Villen aus dem ersten Jahrzehnt des 20. Jahrhunderts. An der großen verkehrsreichen Kreuzung mit der Gartenstraße, dem Otto-Hahn-Platz, beginnt die Kennedyallee. Der Otto-Hahn-Platz wurde 1969 nach dem in Frankfurt geborenen Chemie-Nobelpreisträger benannt; zuvor hieß der 1914 angelegte Platz Holbeinplatz. Südlich des Platzes und der Straßenkreuzung liegt auf der westlichen Seite im Volksmund „Rosengärtchen“ genannte Grünanlage. Der Name stammt von einer Rosen-, Blumen und Pflanzenausstellung, die an gleicher Stelle im zweiten Halbjahr 1897 veranstaltet wurde. In diesem Bereich ist die Holbeinstraße als Allee mit einem überwiegend von Robinien gesäumten Mittelstreifen ausgebaut. In diesem Bereich liegen die Carl-Schurz-Schule auf der östlichen und die Bonifatiuskirche auf der westlichen Straßenseite. Die 1927 geweihte Kirche ist ein Werk Martin Webers. Seit 2005 dient sie als Jugendkirche Jona. Der Kirche gegenüber an der Textorstraße liegen die Textor- und Holbeinschule.
Am südlichen Ende der Holbeinstraße befindet sich auf dem ehemaligen Areal des Güterbahnhofs Sachsenhausen das neue Holbeinviertel. Die Holbeinstraße mündet hier in die von Norden kommende Oppenheimer Landstraße, die nach Süden unter der Bahn weiterführt.
1875 mit dem Bau des Städel wurde die Holbeinstraße erstmals im Frankfurter Adressbuch erwähnt. Die Bebauung der Straße erfolgte in mehreren Abschnitten zwischen 1900 und 1937. Sie bildete die östliche Grenze des ersten Anwendungsgebiets der Baulanderschließung nach dem Frankfurter Umlegungsgesetz, der Lex Adickes. Dieses Umlegungsgebiet umfasste rund 21 Hektar und erstreckte sich von der Holbeinstraße bis zur Gartenstraße, Wilhelmstraße (heute Stresemannallee) und bis zum Güterbahnhof Sachsenhausen (heute Holbeinviertel). Das 1911 mit einem Verteilungsplan besiegelte Umlegungsgebiet ist Teil des heutigen Malerviertels.